# セベソ事故
セベソ事故（セベソじこ、Seveso disaster）とは、1976年7月10日にイタリアのロンバルディア州、ミラノの北25キロメートル付近に位置するセベソの農薬工場で発生した爆発事故である。代表的なダイオキシンである2,3,7,8-テトラクロロジベンゾ-1,4-ジオキシン (TCDD) が30 - 130キログラムの間で住宅地区を含む1,800ヘクタール（新宿区とほぼ同等）に飛散し、ダイオキシン類の暴露事故としては大規模なものとなった。高汚染地区は居住禁止・強制疎開などの措置が取られた。周辺地域ではニワトリ、ウサギ、ネコ等の家畜や小動物が大量死したり、奇形出生率が高くなった事が報告されている。この事故を教訓として、ECは化学工場の安全規制を定めたセベソII指令を定めている。

## 事故の概要

### 地理
最も被害が集中したセベソ地区は、1976年時点で人口17,000人であった。その近隣のメーダ（19,000人）、デージオ（33,000人）、チェザーノ・マデルノ（34,000人）、バルラッシーナ（6,000人）、ボヴィージオ＝マシャーゴ（11,000人）にも被害が及んでいる。ジボダン社の子会社であるICMESA (Industrie Chimiche Meda Società) 社が所有していた問題の工場はメーダ近くに位置していた。工場が建設された時期は古く、地元の人もこの工場が危険性を孕んでいることに気付かなかった。

### 化学反応およびプロセス

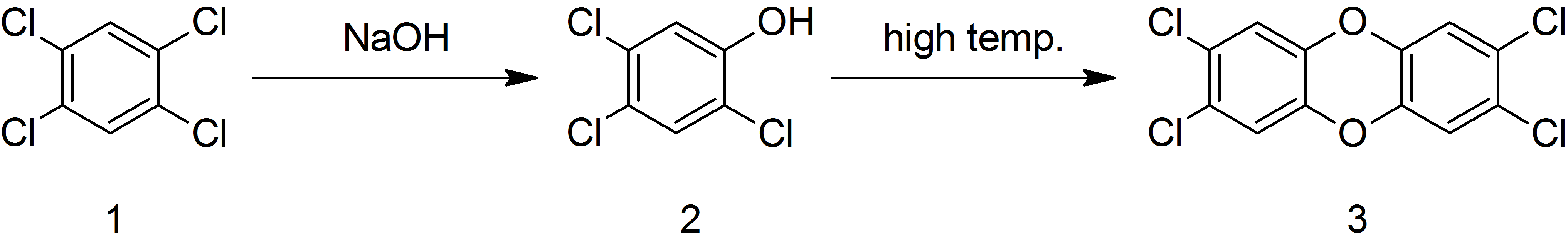
1,2,4,5-テトラクロロベンゼン（TCB, 図の1）から2,4,5-トリクロロフェノール（TCP, 図の2）、そしてダイオキシン類のうち猛毒とされる2,3,7,8-テトラクロロジベンゾ-p-ジオキシン（TCDD・図の3）ができる反応の図

事故が発生したB棟は、1,2,4,5-テトラクロロベンゼン (TCB) に水酸化ナトリウムを反応させ（芳香族求核置換反応）、枯葉剤である2,4,5-トリクロロフェノール (TCP) を製造していた。TCPは消毒薬であるヘキサクロロフェンの原料としても利用される。この反応はエチレングリコールを溶媒とし、135 - 160°Cに加熱撹拌下で行い、所定時間反応させた後に反応後の混合物を160°Cに保ち、キシレンおよび水を蒸留により除去した後、エチレングリコールを20 Torr (2.7 kPa)・150 - 160°Cにて蒸留回収する。残った混合物を水で希釈し、酸性化してTCPを分離し、さらに10 - 20 Torr (1.3 - 2.7 kPa)・150 - 170°Cで蒸留精製する。
なお溶媒のエチレングリコール蒸留時にエチレングリコールを全部蒸留し、残存物を230°C以上にすると自己発熱が起きることが経験的に知られていた。また通常のTCP生産時であっても、何らかの金属によるウルマン縮合、または単純な芳香環への求核攻撃により、ppm単位のTCDD (上図の3) が副生成物として混入することも知られていた。

### 事故の経過
事故前日の1976年7月9日の16時、反応蒸留釜には原料の1,2,4,5-テトラクロロベンゼン 2,000 kg、水酸化ナトリウム 1,000 kg、溶媒のエチレングリコール 3,235 kg、反応時に生成される水分を共沸させるためのキシレン 639 kgを反応蒸留釜に投入し、バッチ処理が開始された。通常のバッチ処理ではTCBからTCPへの反応に6 - 8時間、溶媒の蒸留に3 - 4時間、水の注入に15分かかり、全工程の所要時間は11 - 14時間であった。当該工場では週末には操業を行っておらず、本工程終了後水を投入して月曜日のプラント再開まで安全を保つ仕組みだった。会社の説明ではシフト勤務終了時には、先のバッチ処理は余裕を持って終了するはずであり、溶媒のエチレングリコールの約50 %が蒸留回収可能であり、バッチ処理最後の水の投入（3,000 L）により反応混合物は50 - 60°Cになり次週の操業開始につながる予定であった。しかし実際の反応は136°Cで行われ、水とキシレンの蒸留を同時に行い、その後20 Torr (2.7 kPa)・135 - 138°Cでエチレングリコールを500 kg、蒸留回収した。4時45分に反応釜の加熱を停止し、5時には撹拌機を止めた。このときの反応釜内温度は158°Cで、危険温度とされた230°Cよりは低かったが、バッチ処理最後に実施すべき水の注入は実施されなかった。撹拌機を止めた後、温度記録計のスイッチを切って作業員は職場を離れたことで、反応後6時間半あまりにわたり、反応釜内温度は無監視状態に置かれた。
7月10日 12時37分、約4気圧に設定されていた反応釜ベントラインの破裂板が破れ、内容物が大気中に放出された。水酸化ナトリウム、TCPナトリウム塩、溶媒のエチレングリコールとともに、数百グラム - 数キログラムのTCDDがエアロゾル状となって18平方キロメートルの範囲に飛散した。発災後に内容物の温度を改めて測定したところ、測定限界である200°Cを超えていた。

## 事故直後の状況

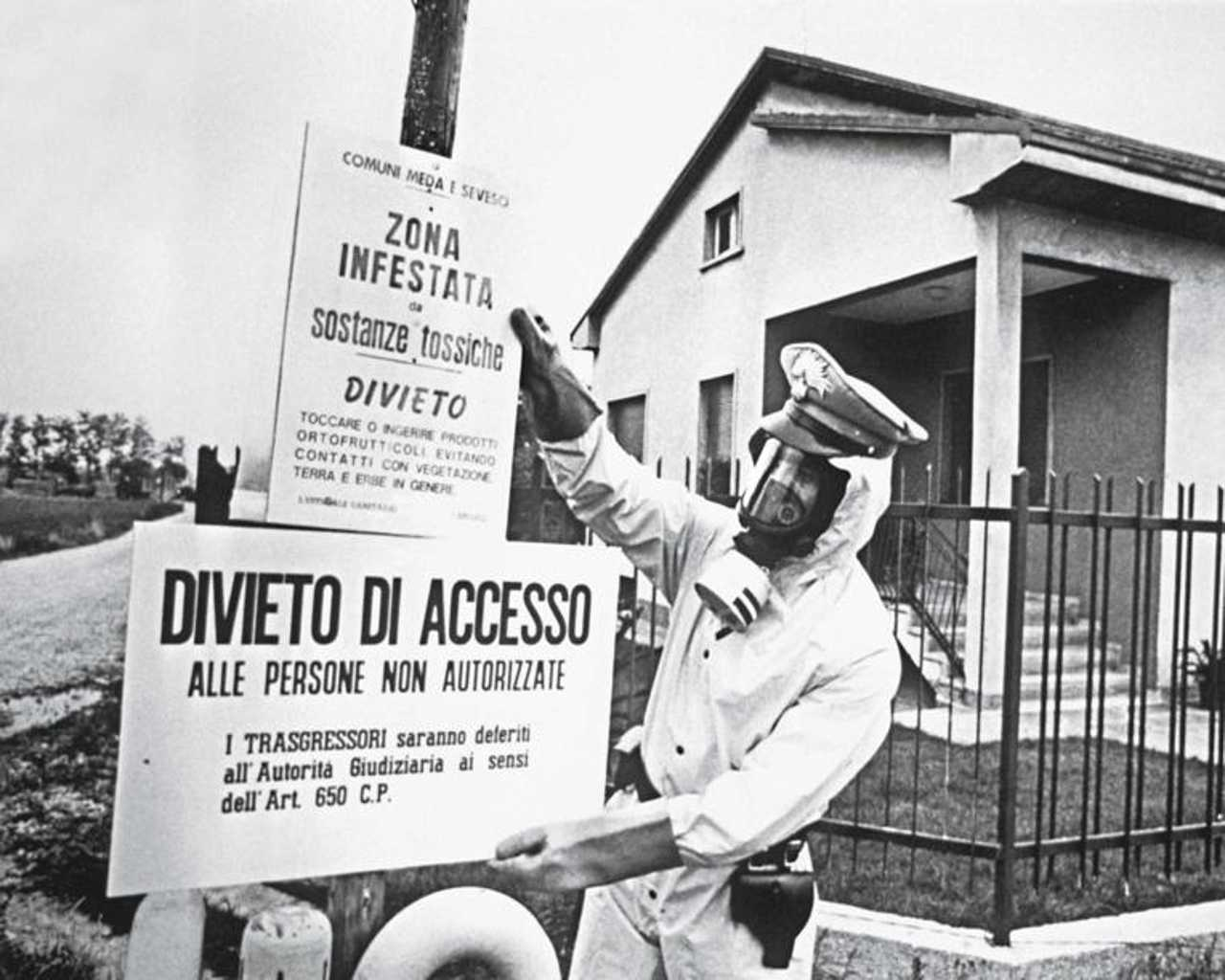
汚染地域には立入禁止・退去命令が掲示された

ICMESA社や自治体による初動対応はお粗末な物であった。事故直後に住民が受けた説明は、地元産の野菜や果物を食べないようという指示のみであった。ダイオキシンが放出されたことが公表されたのは事故から1週間後であり、除去開始にはさらに一週間を要している。TCDDの毒性が詳しく分かっていなかったこともあり、事故が公表されてから住民は恐怖に陥った。
汚染地域は、土壌表面のTCDD濃度を基にAゾーン、Bゾーン、Rゾーンの3種に分類される。
- Aゾーン：TCDD濃度が50 μg/m2以上の地域。住民数736人。
- Bゾーン: TCDD濃度が5 μg/m2以上50 μg/m2未満の地域。人口約4,700人。
- Rゾーン: TCDD濃度が5 μg/m2未満の地域。人口約31,800人。

事故の当日中に、家禽やウサギなど3,300羽の動物が死亡。また食物連鎖によるTCDDの拡散を防ぐため、生き残った動物も殺処分され、その数は1978年までに約80,000匹となった。皮膚に炎症を起こした15人の子供が病院に運ばれている。8月末までにAゾーンはフェンスで完全に隔離された。1,600人の住民を検診した結果、447人に皮膚損傷あるいはクロロアクネと呼ばれる独特の吹き出物が生じていた。また妊婦には特例として中絶が認められたため、相談所が設けられた。ICMESA社の技術責任者であるHerwig von Zwehlと、生産責任者であるPaolo Paolettiが逮捕された。汚染地域を隔離・除染するための委員会が設立され、イタリア政府は400億リラを支出した（2年後までに支出額は3倍となった）。

## 原因の解明
この事故を受け、事故当時に生成されていたであろう混合物を再現し、熱重量分析・差動走査熱量分析ならびに等温熱分析が行われた。これらの実験結果により、180°C前後の温度であっても発熱が起きることが確認された。そして暴走反応測定装置による試料試験から、系内の温度が180°Cのときは8時間あまりで、190°Cでは8時間足らず、200°Cでは約5時間で爆発に至ると予測された。これまでプラント運転指標とされてきた上限温度の230°Cだと、わずか30分で爆発が起きることも分かった。

## 除染作業
1977年1月までに、科学的調査・経済的援助・医療支援・汚染地域の除去および回復作業に関する計画が策定された。直後に、ICMESA社より地域住民に対し補償金が支払われた。除染作業は1977年春から開始され、また6月には住民220,000人に対して疫学的調査が開始された。
1978年6月、イタリア政府は補償金を400億リラから1,150億リラに増額。補償金に関する和解の大部分が本年中に成立している。1980年2月5日、Paolo Paolettiが左翼ゲリラ団体であるプリマ・リネアのメンバーに射殺された。12月19日、イタリア首相アルナルド・フォルラーニ仲介のもと、ジボダン社、ICMESA社と自治体との最終和解が成立。この補償金総額は200億リラに達した。

### 除染に伴う廃棄物の行方
除染作業により、防護服やプラント内部に残留していた化学物質など大量の廃棄物が生じた。これらは放射性廃棄物用のドラム缶に封印され、法的手続きに則って処理されるはずであった。
1982年春、Mannesmann Italiana社はAゾーンからの廃棄物を処理する契約を請け負った。9月9日、41バレルの有毒性廃棄物がICMESA社から運び出された。12月13日、公証人は廃棄物が適切に処理されたことを宣言した。しかし1983年2月、スイスのテレビ局Télévision Suisse Romandeは「A bon entendeur」という番組内で、フランス北部でこれらの廃棄物が行方不明となっていることを報じた。5月19日、41バレルの廃棄物がフランス北部のAnguilcourt-le-Sart村にあった、旧屠畜場で発見されたため、フランス軍基地へと移送された。ジボダン社のさらに親会社であるロシュ社が、廃棄物を処理する責任を負うことを表明し、11月25日、同社が全廃棄物をスイスにて焼却処分したことを公表した。事故から既に9年が経過していた。廃棄物に含まれる高濃度の塩素によって焼却炉が傷んでいる可能性を指摘した科学者もいたが、ロシュ社は十分な修理を行ったと説明している。

## 事故の影響
9月、ICMESA社とジボダン社の元従業員5人に対し、禁固2年半 - 5年の判決が出された。5人全員が上訴している。1985年5月、ミラノの上告裁判所は5人中3人に対し無罪を宣告したものの、残る2人に対しては後にローマの最高裁判所で有罪が確定している。
現在では土壌の除染が完了しており、土壌のTCDD濃度は他の地域と同程度である。
この事故を受けて1982年にECが定めた工場の安全規制は、セベソ指令と呼ばれている。なお現在の規制は、2005年に改訂されたセベソ指令IIに基づいている。

## 健康への影響
事故翌年の流産率の異常な増加、女児の出生率増加、家畜の大量死、癌発生率の増加、奇形出産率の増加などがあげられる。
事故翌年4 - 6月の妊婦の流産率は34%となった。
イタリア政府の研究長であるピエール・アルベルト・ベルタージは、1993年以来、査読のある科学雑誌に一連の報告を公表しており、セベソでダイオキシンに被曝した多くの人々が糖尿病・心臓病・ガン（胃ガン、直腸ガン、白血病を含む）、ホジキン病・肉腫の増加といった、様々な長期的な深甚な症状に苦しんでいることを明らかにしている。
限定的範囲の汚染地域でのある疫学調査では、事故後14年間の198人の出生例のうち、奇形児は0人である。ただし事故後の一定期間、出生に女児への偏りが見られた。事故後はじめの7年間（TCDDの半減期にあたる）では、出生数が男児26人に対し女児48人であった。次の7年間では男児60人に対し女児64人であり、既に有意差はない。